# Joël Tshibamba

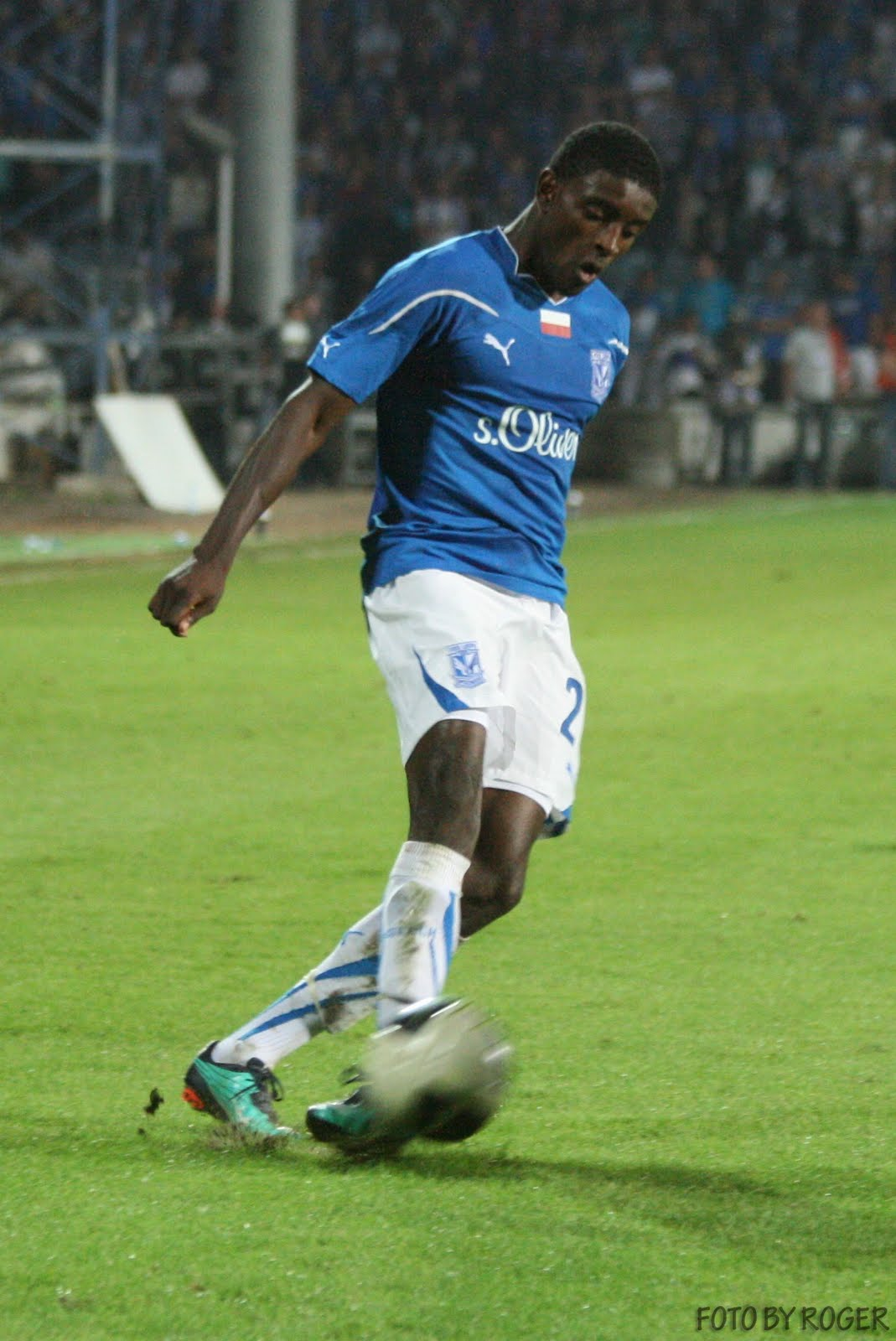
Joel Tshibamba en 2010

Joël Tshibamba, né le 22 septembre 1988 à Kinshasa au Zaïre, est un footballeur congolo-néerlandais. Il évolue au poste d'attaquant.

## Biographie

### Ses débuts aux Pays-Bas
Arrivé très jeune aux Pays-Bas – il a d'ailleurs la double nationalité congolo-néerlandaise – Joël Tshibamba commence le football dans diverses équipes du pays, avant d'être repéré par les recruteurs du NEC Nimègue. Propulsé très tôt dans l'équipe première, il fait ses débuts en Eredivisie en fin de saison 2007-2008, face à Groningue. Prometteur, il joue quelques matches l'année suivante, avant d'être prêté au FC Oss, club de deuxième division, pour la saison 2009-2010. 
Utilisé régulièrement par son entraîneur, Tshibamba marque également quelques buts. Mais le 1er décembre 2009, il est renvoyé au NEC, à la suite de graves problèmes de discipline. Très vite, il se voit signifier la sortie par la direction de son club d'origine.

### Un nouveau départ en Pologne, mais à nouveau manqué
Libre de s'engager où il veut, Joël Tshibamba doit attendre quelque temps avant de recevoir une proposition. En janvier 2010, il fait un stage avec le Cercle de Bruges, club du championnat belge. Finalement, la bonne offre arrive du club polonais de l'Arka Gdynia, pensionnaire de première division et habitué au bas du classement. À son arrivée, l'entraîneur le titularise à l'avant, et Tshibamba ne tarde pas à trouver le chemin des filets, pour la première fois sur la pelouse du champion en titre, le Wisła Cracovie. En douze matches, il marque cinq fois, et permet à son équipe d'éviter la relégation.
Six mois après son arrivée en Pologne, il rejoint pour quatre ans le nouveau champion du pays, le Lech Poznań, alors à la recherche d'un remplaçant pour son ancien attaquant star Robert Lewandowski, meilleur buteur du dernier exercice et parti à Dortmund. Mais le Congolais ne parvient pas à se faire une place, et est vite dépassé par Artjoms Rudņevs, l'autre recrue estivale des Kolejorz. Utilisé une vingtaine de fois, et le plus souvent en rentrant en cours de jeu, il ne marque qu'à une seule reprise, le 21 octobre contre Manchester City en Ligue Europa. Le 29 décembre, il est prêté pour six mois à l'AEL Larissa, en Grèce.

### Tente de se relancer à Larissa
Chez le dernier club du championnat, Tshibamba est aligné aux avant-postes, et marque son premier but le 16 janvier contre l'Iraklis Thessalonique, rapportant les trois points à son équipe. Buteur à deux nouvelles reprises avec Larissa, le Congolais ne parvient pas à maintenir le club dans l'élite, et voit le Lech Poznań lui fermer les portes quant à un éventuel retour.